# Eirīnī Stachtiarī
Eirīnī Stachtiarī (in greco Ειρήνη Σταχτιάρη?; Atene, 27 luglio 1977) è un'ex cestista greca.
Alta 192 cm per 82 kg, giocava come centro.

## Carriera
Con la Grecia ha disputato i Giochi olimpici di Atene 2004 e due edizioni dei Campionati europei (2005, 2007).